# Svoboda (1919−1920)
Svoboda je bila revija istoimenske socialnodemokratske zveze kulturnih društev.
Revijo je ustanovila socialnodemokratska zveza kulturnih društev Svoboda in je izhajala v letih 1919−1920. Kot mesečnik je s podnaslovom Družinski list izhajala v Ljubljani, urednik je bil Fran Albreht. Objavljala je zabavno in poučno čtivo, namenjeno delavskim družinam. Pesmi in krajše leposlone spise so v njej med drugim objavljali Fran in Vera Albreht, Ivan Albreht, Pavel Golia, Igo Gruden, poučne članke pa Fran Erjavec, Filip Uratnik in drugi. Revija je objavljala tudi prevode, zlasri ruskih in francoskih pisateljev. Običajno je imela na koncu rubriki Pregled, ki je bil namenjen predvsem kulturnim dogajanjem in Društveni vestnik Svobode, namenjen društvom in odsekom zveze Svoboda. 